# 1768
1768 (MDCCLXVIII) je bilo prestopno leto, ki se je po gregorijanskem koledarju začelo na petek, po 11 dni počasnejšem julijanskem koledarju pa na torek.

## Dogodki
- 21. december - ustanovitev Nepala

## Rojstva
- 28. januar - Friderik VI. , kralj Danske in Norveške († 1839)
- 6. maj - Andrej Šuster Drabosnjak, slovenski (koroški) pesnik, pisatelj († 1825)
- 21. marec - Joseph Fourier, francoski matematik, fizik († 1830)
- 9. julij -  Karel Avgust, kronski princ Švedske († 1810)
- 18. julij - Jean-Robert Argand, francoski ljubiteljski matematik († 1822)
- 21. november - Friedrich Daniel Ernst Schleiermacher, nemški teolog in filozof († 1834)

## Smrti
- 15. junij - James Short, škotski matematik, optik, astronom (* 1710)